# Земетресение край Кюшу (2015)
Земетресението край Кюшу в Източнокитайско море е близо до бреговете на Япония на 14 ноември 2015 г., според Японската метеорологична агенция е с магнитуд 7 по скалата на Рихтер, според Американския институт по геология е с магнитуд 6,7. Не се споменава за жертиви и щети.

## Земетресение
Регистрирано е в югозапападната част на Япония, северозападната част на остров Рюкю. По данни на Американския институт по геология епицентърът се намира в Източнокитайско море на 144 км югозападно от Макуразаки, префектура Кагошима, на 148 км от Каседа, 157 км от Кушикино, 748 км югоизточно от Сеул Дълбочината на хипоцентъра е 10 km под морското дъно., на 660 км от Шанхай. По данни на Японската метеорологична агенция в 5:51 ч. (местно време) е регистрирано земетресение с магнитуд 7.0 по скалата на Рихтер. Следват вторични трусове в 6:17 ч. с магнитуд 5,1 и в 6:36 ч. – 4,3 по скалата на Рихтер.

## Цунами
След регистриране на земетресението Японската метеорологична агенция издава предупреждение за цунами, което е отменено 90 минути по-късно. Центърът за ранно предупреждение за опасност от цунами в Тихия океан съобщава, че няма опасност за възникване на цунами след земетресението. Регистрирана е вълна с височина 30 cm в района на остров Наканошима, част от префектура Кагошима. След направени многократни проверки на атомната електроцентрала при Сендай, се установява, че не е засегната и тя работи нормално:
| „                                           | „Няма аномалии в нито един от двата реактора на атомната електроцентрала вследствие на земетресението.“ | “ |
| Наоюки Кагава, говорител на „Кюшю Електрик“ | |   |